# Замок Кіллімун
Замок Кіллімун (англ. Killymoon Castle) — один із замків Ірландії, розташований в графстві Тірон, Північна Ірландія. Замок стоїть на північному березі Балліндеррі, за 1 милю на південний схід від селища Кукстоун. Біля замку побудоване поле для гольфу, де в останні роки проводилось багато відомих турнірів.

## Історія замку Кіллімун
Замок Кіллімун був побудований в 1671 році Джеймсом Стюартом, що прибув в Ірландію під час переселення в Ірландію колоністів з Шотландії. Джеймс Стюарт мав наміри осісти в Кукстоуні. У 1666 році він купив біля Кукстоуна землю під будівництво замку в Алана Кука — засновника Кукстоуна.
У 1801 році замок згорів. У 1803 році замок відбудували, дещо збільшивши замок у розмірах за проектом відомого в той час архітектора Джона Неша. Джон Неш потім став особистим архітектором принца-регента. Замок Кіллімун — це був перший ірландський проект Джона Неша. Багато споруд, що нині є окрасою Лондона збудував Джон Неш. У тому числі частину Лондона від площі Пікаділлі до Ріджент-стріт. Розкішність нового замку мала б підкреслити значення полковника Стюарта серед ірландської аристократії.
Замок асиметричний з круглими та квадратними вежами, інтер'єр зроблений в стилі псевдоготики часів регентства. Замок має каплицю збудовану в готичному стилі. Їдальня має овальний дизайн. Вітальня восьмикутної форми з великими дзеркалами — згідно моди того часу.
Полковник Стюарт мав великі земельні володіння, що перевищували площею 585 акрів. Дідизна його була обнесена захисним муром висотою 12 футів. Вхід до володінь був крізь кам'яні будиночки. Замок був у власності родини Стюарт протягом шести поколінь. Але родина Стюарт вела екстравагантний спосіб життя, як і більшість тодішньої ірландської аристократії. Витрати перевищували прибутки, статки родини швидко танули. Особливо важкі часи настали під час голодомору в Ірландії. Онук полковника Вільяма Стюарта — Генрі Т. Кементс змушений був продати маєток Кіллімун у 1852 році практично за безцінь. У 1857 році замок був знову проданий родині Купер. У 1865 році замок купив англійський джентльмен полковник Болтон купив замок Кіллімун. Але через 10 років замок знову був проданий. Замок купив Мервін Стюарт Томас Мотрей. Він володів замком до 1916 року. У цьому році замок Кіллімун та місто Кукстоун купив Джеральд Макура. Але у 1918 році в Джеральда Макура настали фінансові труднощі і він змушений був все продати. У 1922 році замок Кіллімун купив за безцінь Джон Калтер.
Нині замок Кіллімун перебуває в ідеальному стані і досі є власністю родини Калтер.